# Szopka bożonarodzeniowa třebechowicka
Szopka bożonarodzeniowa třebechowicka (też Proboštowa szopka bożonarodzeniowa) – ruchoma mechaniczna szopka wykonana z drewna. Została zbudowana przez Josefa Probošta (1849–1926), Josefa Kapuciána (1841–1908) i Josefa Frimla (1861–1946) pod koniec XIX wieku. W roku 1999 szopka została uznana za narodowy zabytek kultury Republiki Czeskiej. Właścicielem szopki jest obecnie miasto Třebechovice pod Orebem i znajduje się ona w Třebechovickim Muzeum Szopek, którego założycielem jest miasto. Obecnie muzeum aż do połowy 2013 r. jest zamknięte z powodu budowy nowego gmachu. Nazwy pochodzą od miasta Třebechovice nad Orebem, bądź od rzeźbiarza Josefa Probošta, który rozpoczął nad nią pracę.